# Eva Šuranová
Eva Šuranová, geb. Kucman (* 24. April 1946 in Ózd, Komitat Borsod-Abaúj-Zemplén, Ungarn; † 31. Dezember 2016 in Bratislava) war eine slowakische Leichtathletin, die – für die ČSSR startend – von 1965 bis 1975 aktiv war.
Bereits unter ihrem Geburtsnamen Kucmanová war sie im Weitsprung, Sprint, Hürdenlauf und Fünfkampf erfolgreich. In ihrer stärksten Disziplin, dem Weitsprung, wurde sie Vizeeuropameisterin. Außerdem ist sie bis heute (2006) die einzige slowakische Leichtathletin, die bei Olympischen Spielen eine Medaille erringen konnte. Bei einer Körpergröße von 1,72 m betrug ihr Wettkampfgewicht 58 kg.
Eva Šuranová lebte zuletzt in Bratislava.

## Erfolge

### Nationale Meistertitel
- 1965: Weitsprung 6,13 m
- 1966: Weitsprung 6,20 m
- 1967: Weitsprung 6,33 m und Fünfkampf
- 1968: Weitsprung 6,25 m und 100 m Hürden 14,3 s
- 1969: Weitsprung 6,48 m und 100 m Hürden 13,6 s
- 1972: Weitsprung 6,54 m
- 1974: Weitsprung 6,56 m
- 1975: Weitsprung 6,38 m und 100 m 11,6 s

### Internationale Platzierungen
- Europäische Hallenspiele 1966 Dortmund: Bronze mit der 4 × 1-Runden-Staffel
- Europäische Hallenspiele 1967 Prag: Silber mit der 4 × 1-Runden-Staffel
- Europameisterschaften 1969 Athen: Siebte im Weitsprung mit 6,21 m
- Olympische Sommerspiele 1972 München: BRONZE mit 6,67 m (tschechoslowakischer Rekord) hinter Heide Rosendahl mit 6,78 m und der Bulgarin Diana Jorgowa mit 6,77 m
- Europameisterschaften 1974 Rom: SILBER mit 6,65 m hinter der Ungarin Ilona Bruzsenyák mit 6,65 m und vor der Finnin Pirkko Helenius mit 6,59 m